# Polanos

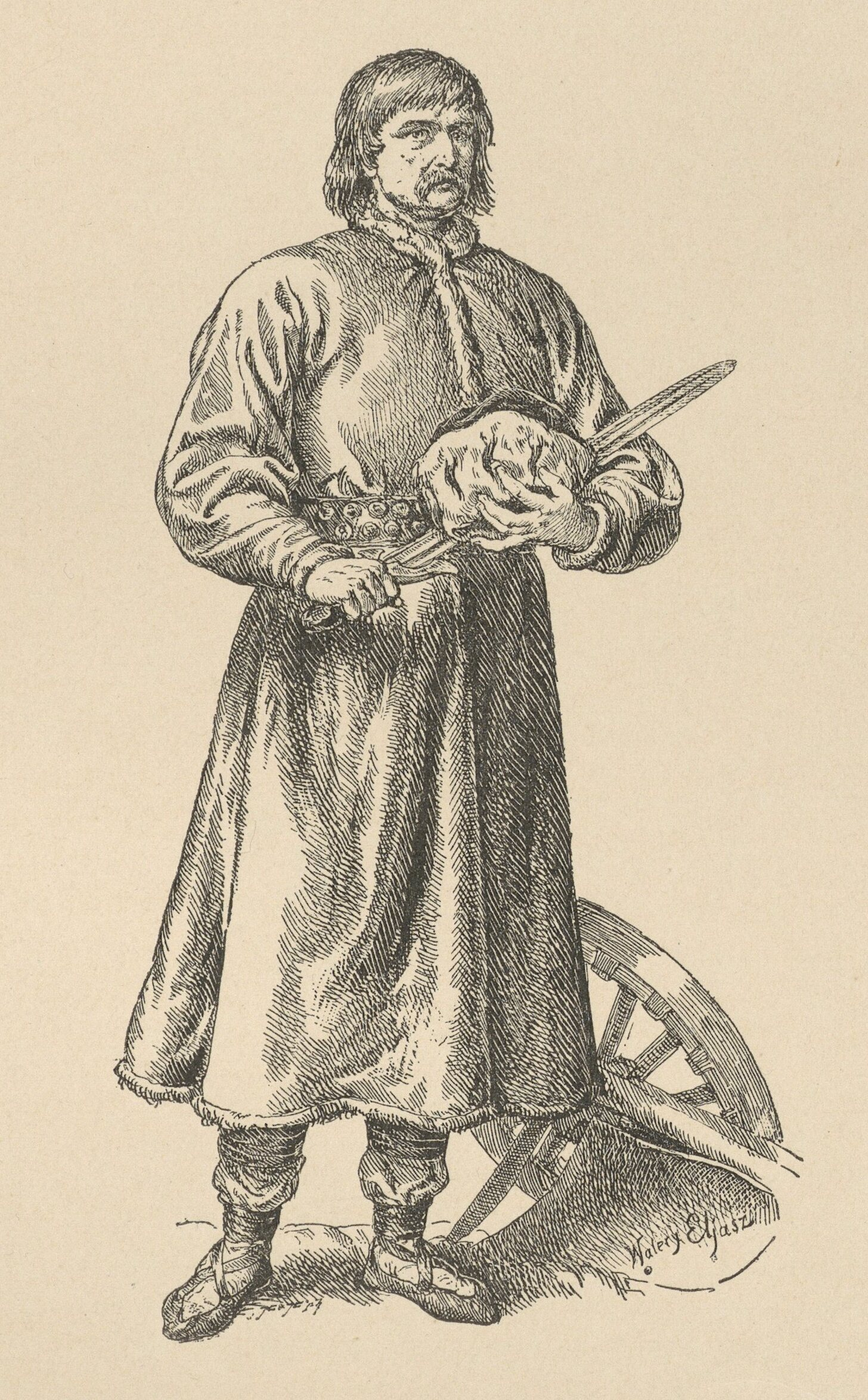
Polano

Os polanos (em polonês/polaco: polanie), também polianos ou polanos ocidentais, eram uma tribo que habitava as margens do rio Varta no século VIII. No final do século IX, conseguiram subjugar a maior parte das tribos eslavas entre os rios Óder e Bug e entre os Cárpatos e o Mar Báltico. No século X, também conseguiram integrar as terras da Mazóvia, Cujávia e Grande Polônia.
Os achados arqueológicos mais recentes mostra quatro fortalezas principais no antigo estado polano:
- Giecz - local de onde os piastas controlaram outros grupos de polanos
- Posnânia - o maior gród no estado, provavelmente a principal fortaleza
- Gnesna - provavelmente o centro religioso do estado, mas não há achados arqueológicos para provar essa teoria
- Ostrów Lednicki - pequena fortaleza a meio caminho entre Posnânia e Gnesna

A união tribal liderada pela Dinastia Piasta em breve se transformaria no que hoje é a Polônia.